# 察北管理区
察北管理区（さつほくかんりく）とは、中華人民共和国河北省張家口市の区。

## 概要
人口28000人、面積374平方キロメートルの区で張家口市内では北側に位置する。
産業の中心は牧畜業と農業であり、特に農業に於いては張家口市内での中心地区である。

## 歴史
嘗てこの地は国営の察北牧場があったが、1949年から区の建設が始まった。
そして、2003年にこの地は農業の管理区になって現在に至る。

## 行政区画
この区は5つの管理処と1つの鎮、1つの郷を管理している。
- 管理処:黄山管理処、白塔管理処、石門管理処、烏蘭管理処、金沙管理処
- 鎮:沙溝鎮
- 郷:宇宙営郷